# Ангел Георгиев (актьор)
Вижте пояснителната страница за други личности с името Ангел Георгиев.
Ангел Георгиев Николов – Ачо е български драматичен актьор.

## Биография
Роден е през 1944 г. в гр. Враца. През 1968 г. завършва актьорско майсторство във ВИТИЗ в класа на проф. Желчо Мандаджиев и на проф. Гриша Островски. Актьорската му кариера започва в драматичния театър в Благоевград (1968 – 1970 г.). Между 1970 и 1971 г. играе в Драматичен театър – Пазарджик, а в следващите 30 години се установява в Сатиричния театър. От 2002 г. е в трупата на Театър „София“. Имал е гастроли и с Общински театър „Възраждане“ и драматичните театри на Търговище и Смолян.
В театъра Ангел Георгиев е изпълнявал над 100 роли в пиеси на Ст. Л. Костов, Станислав Стратиев, Сава Доброплодни, Стефан Цанев, Едуард Олби, Уилям Шекспир и много други.
Има пано с неговите отпечатъци на Стената на славата пред Театър 199.
Освен в театъра, има роли и в киното: над 20 в български филми, 4 в италиански, 3 във френски и американски кино-продукции. Сред българските филми, по-известни са „Не си отивай!“ (1976), „Петимата от РМС“ (1977) и „Дунав мост“ (1999), а през 2011 година се снима в телевизионния сериал на bTV „Седем часа разлика“.
Умира през 2012 г. в София. Погребан е в Централните софийски гробища.

## Награди и отличия
Георгиев е носител на множество награди за театрално изкуство:
- 1969 – Национален преглед на българската драма и театър
- 1970 – Преглед на младежката пиеса, Русе
- 1971 – Ленински театрални дни, София
- 1976 – Преглед на радиопиесата, Банско
- 1989 – Национален преглед на българската драма и театър
- 1998 – награда на Съюза на артистите в България за най-добра мъжка роля.

## Телевизионен театър
- „Големанов“ (по Ст. Л. Костов, сц. и реж. Иван Ничев, 1995)
- „Милионерът“ (от Йордан Йовков, реж. Младен Младенов)
- „Подслушан разговор“ (1981) (Иван Остриков)
- „Цар и водопроводчик“ (1974) (Павел Вежинов)

## Филмография
| Година           | Филми и Сериали                                                    | Серии | Копродукции                                                                                       | Роля                                                                                 |
| ---------------- | ------------------------------------------------------------------ | ----- | ------------------------------------------------------------------------------------------------- | ------------------------------------------------------------------------------------ |
| 2011-2012        | Седем часа разлика (сезони 1 и 2)                                  |       |                                                                                                   | ген. Лука Карлов                                                                     |
| 2006             | Мъж за милиони (тв)                                                |       |                                                                                                   | Кольо                                                                                |
| 2005             | Премълчана любов – („Un amour à taire“)                            |       | Франция / България                                                                                | президентът на трибунала                                                             |
| 2004             | Филип (тв)                                                         |       |                                                                                                   | д-р Спасов                                                                           |
| 2002             | Папа Йоан XXIII-Папата на мира – („Papa Giovanni – Ioannes XXIII“) | 2 ч.  | Италия                                                                                            | Папатакис                                                                            |
| 1999, 2000, 2010 | Клиника на третия етаж                                             | 35    |                                                                                                   | собственика (в 1 серия: XXIV)                                                        |
| 1999             | Дунав мост                                                         | 7     |                                                                                                   | Лющеров                                                                              |
| 1997             | Бюро за убийства – („Mordbüro“)                                    |       | Франция / Белгия / Канада                                                                         | метр Бехар                                                                           |
| 1996 – 1997      | Без граници – („Hors limites“)                                     | 2     | Франция / България                                                                                | Василев (в 1 с.)                                                                     |
| 1994             | Любовни сънища - (Alien Hunter)                                    |       | САЩ / България                                                                                    | крупието                                                                             |
| 1988 – 1996      | Новите приключения на Арсен Люпен – (Le retour d'Arsène Lupin)     | 20    | Франция / Канада / Италия / Швейцария / Белгия / Полша / България / Куба / Португалия / Югославия | (в 18-а серия: „Herlock Sholmes s'en mêle“-1995)                                     |
| 1986             | Почти вълшебно приключение                                         | 2     |                                                                                                   | клоун                                                                                |
| 1984             | Кажи им, майко, да помнят                                          | 6     |                                                                                                   | сервитьорът (във 2-ра серия)                                                         |
| 1984             | Вкус на бисер                                                      |       |                                                                                                   |                                                                                      |
| 1982             | Среща на силите                                                    |       |                                                                                                   |                                                                                      |
| 1981             | Етюд за лява ръка (тв)                                             |       |                                                                                                   | сервитьор в бар „Ориент“ (не е посочен в надписите на филма)                         |
| 1980             | Солистът                                                           |       |                                                                                                   | клиент                                                                               |
| 1979             | Булевард                                                           |       |                                                                                                   |                                                                                      |
| 1979             | Фильо и Макензен                                                   | 7     |                                                                                                   | съдебен заседател                                                                    |
| 1978             | Коко и вълшебният тромпет                                          |       |                                                                                                   | учител                                                                               |
| 1977             | Петимата от РМС                                                    | 5     |                                                                                                   | Алеко, безмълвният секретар на Гешев (в 5 серии: от I до V вкл.)                     |
| 1977             | Звезди в косите, сълзи в очите                                     |       |                                                                                                   |                                                                                      |
| 1976             | Не си отивай!                                                      |       |                                                                                                   | актьорът                                                                             |
| 1976             | Един наивник на средна възраст                                     | 2     |                                                                                                   | Бенет, помощник на Томас                                                             |
| 1974             | Селкор                                                             |       |                                                                                                   |                                                                                      |
| 1974             | Пазачът на крепостта                                               |       |                                                                                                   | попчето                                                                              |
| 1974             | Баща ми бояджията                                                  |       |                                                                                                   |                                                                                      |
| 1967 – 1974      | Произшествие на сляпата улица                                      | 6     |                                                                                                   | Андрей Желязков, съпруг на Роза и зет на Радев (в III серия: „Самопризнание“ - 1974) |
| 1968             | Шведските крале                                                    |       |                                                                                                   | човекът от обекта                                                                    |